# Prays chrysophyllae
Prays chrysophellae là một loài bướm đêm thuộc họ Yponomeutidae.